# Кинг, Джорджия
Джо́рджия Кинг (англ. Georgia King; род. 18 ноября 1986, Эдинбург, Шотландия, Великобритания) — шотландская актриса, дочь шотландской оперной певицы (сопрано) Изабель Бьюкенен и актёра Джонатана Хайда.

## Карьера
Профессиональным дебютом Кинг стал сериал Джейн Эйр. Однако играть эту роль она была не в состоянии — за неделю до того дня, когда Кинг должна была сниматься, она почувствовала боль в желудке и ей удалили аппендикс. Агент Джорджии сказал продюсерам, что она вряд ли сможет вовремя оправиться после операции, поэтому Кинг нужно снять в пределах десяти дней. Была приглашена другая актриса, но Кинг поправилась вовремя и получила медицинское разрешение на съёмки в фильме.
Одна из наиболее её известных ролей это подросток Гарриет в «Оторве» (2008) и жестокая вероломная Софи в слэш-фильме «Истерзанный» (2009). Осенью 2010 г. Кинг приняла участие в постановке «Однажды ночью в ноябре» (англ. One Night In November) в Белградском театре в Ковентри. В том же году исполнила роль Джулс в романтической кинокомедии «Как выйти замуж за миллиардера». Кинг также появилась в роли принцессы Елены в эпизоде «The Changeling» фантастического телесериала BBC «Мерлин». Вскоре героиня актрисы, Эмма, появится в комедии с чёрным юмором «Кокни против зомби» (2012), рассказывающей о команде грабителей банка, борющихся против зомби.

## Фильмография
| Год       |   | Русское название                           | Оригинальное название                        | Роль                |
| --------- | - | ------------------------------------------ | -------------------------------------------- | ------------------- |
| 2006      | с | Джейн Эйр                                  | Jane Eyre                                    | Розамунда Оливер    |
| 2007      | ф | История мистера Полли                      | The History of Mr Polly                      | Кристабель          |
| 2007      | ф | Тень «Полярной звезды»                     | The Shadow in the North                      | леди Мэри           |
| 2008      | ф | Оторва                                     | Wild Child                                   | Гарриет             |
| 2008      | ф | Герцогиня                                  | The Duchess                                  | леди Тизл           |
| 2008      | с | Крошка Доррит                              | Little Dorrit                                | Минни Гоуэн         |
| 2009      | с | Плюс один                                  | Plus One                                     | Астрид              |
| 2009      | с | Свободные агенты                           | Free Agents                                  | Джоди               |
| 2009      | с | Первокурсники                              | Off the Hook                                 | Weird Bloke         |
| 2009      | ф |                                            | The Academy                                  | Хлои                |
| 2009      | ф | Истерзанный                                | Tormented                                    | Софи                |
| 2009      | ф | Таннер Холл                                | Tanner Hall                                  | Виктория            |
| 2009      | ф | Одноклассницы 2: Легенда о золоте Фриттона | St Trinian's 2: The Legend of Fritton's Gold | Джульет             |
| 2009      | ф |                                            | The Academy Part 2: First Impressions        | Хлои                |
| 2010      | с | Пуаро Агаты Кристи, эп. «Hallowe'en Party» | Off the Hook                                 | Фрэнсис Дрейк       |
| 2010      | с | Мерлин, эп. «The Changeling»               | Merlin                                       | принцесса Елена     |
| 2010      | ф | Руки-ноги за любовь                        | Burke and Hare                               | Эмма                |
| 2011      | ф |                                            | Eliminate: Archie Cookson                    | Люси                |
| 2011      | ф | Как выйти замуж за миллиардера             | Chalet Girl                                  | Джулс               |
| 2011      | с |                                            | Sugartown                                    | Кармен              |
| 2011      | ф | Один день                                  | One Day                                      | Сьюки               |
| 2011      | с | Смешная витрина, эп. «Felix & Murdo»       | Comedy Showcase                              | Винни               |
| 2012      | с | Синдбад, эп. «The Siren»                   | Sinbad                                       | Рошин               |
| 2012      | с | Молокососы                                 | Skins                                        | Клара               |
| 2012      | ф | Кокни против зомби                         | Cockneys vs Zombies                          | Эмма                |
| 2012      | ф |                                            | The Academy: Special                         | Хлои                |
| 2012—2013 | с | Новая норма                                | The New Normal                               | Голди Клеммонс      |
| 2012      | ф |                                            | Austenland                                   | леди Амелия Хэтрайт |
| 2015      | с | Грешники                                   | Vicious                                      | Джесс               |
| 2015      | ф | Убей своих друзей                          | Kill Your Friends                            | Ребекка             |
| 2016—2017 | с | Завучи                                     | Vice Principals                              | Аманда Снодграсс    |